# Jacobina (gemeente)
Jacobina is een gemeente in de Braziliaanse deelstaat Bahia. De gemeente telt 79.013 inwoners (schatting 2009).

## Aangrenzende gemeenten
De gemeente grenst aan Caém, Capim Grosso, Miguel Calmon, Mirangaba, Ourolândia, Quixabeira, Saúde, Serrolândia, Várzea do Poço en Várzea Nova.

## Galerij

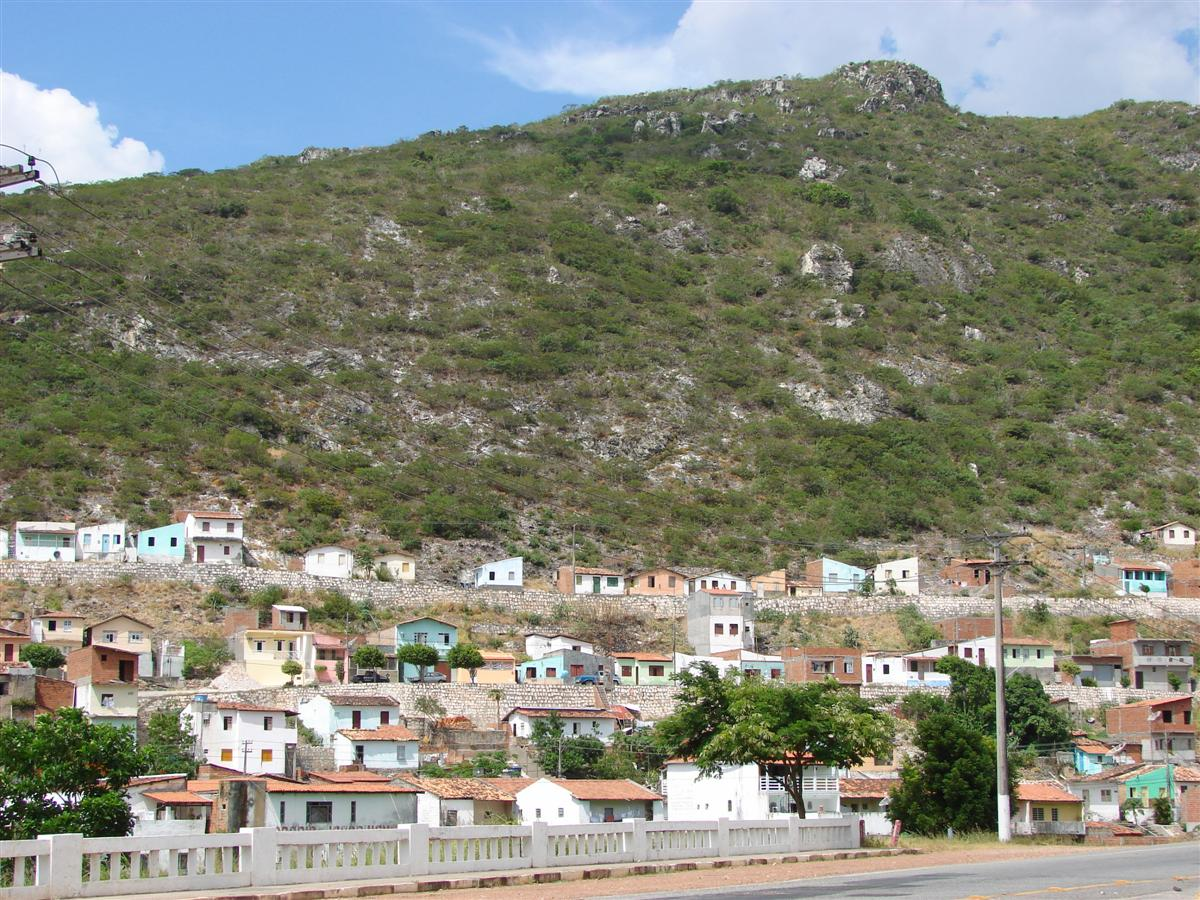
Uitzicht op een deel van Jacobina